# Kraaghoen
Het kraaghoen (Bonasa umbellus) is een vogel uit de familie fazantachtigen (Phasianidae). De soort is voor het eerst wetenschappelijk beschreven in 1766 door Linnaeus.

## Voorkomen
De soort komt voor in Alaska, Canada en het noorden van de Verenigde Staten. Er worden dertien ondersoorten onderscheiden:
- B. u. yukonensis: Alaska en noordwestelijk Canada.
- B. u. umbelloides: zuidoostelijk Alaska door centraal Canada naar centraal Oregon en noordwestelijk Wyoming.
- B. u. labradorensis: Labrador.
- B. u. castanea: schiereiland Olympic.
- B. u. obscura: noordelijk Ontario.
- B. u. sabini: westkust van Canada en de Verenigde Staten.
- B. u. brunnescens: Vancouvereiland.
- B. u. togata: noordelijk-centrale en noordoostelijke Verenigde Staten en zuidoostelijk Canada.
- B. u. mediana: noordelijk-centrale Verenigde Staten.
- B. u. phaios: van zuidoostelijk Brits-Columbia tot het zuidelijke deel van Centraal-Idaho en oostelijk Oregon.
- B. u. incana: van zuidoostelijk Idaho tot centraal Utah.
- B. u. monticola: centrale en oostelijk-centrale Verenigde Staten.
- B. u. umbellus: oostelijk-centrale Verenigde Staten.

## Beschermingsstatus
De totale populatie is in 2019 geschat op 18 miljoen volwassen vogels. Op de Rode Lijst van de IUCN heeft de soort de status niet bedreigd.